# Blémerey (Meurthe-et-Moselle)
Blémerey ist eine französische Gemeinde mit 54 Einwohnern (Stand 1. Januar 2022) Département Meurthe-et-Moselle in der Region Grand Est. Sie gehört zum Kanton Baccarat und zum Arrondissement Lunéville. 
Nachbargemeinden sind Reillon im Norden, Chazelles-sur-Albe im Nordosten, Saint-Martin im Südosten und im Süden und Domjevin im Westen.

## Bevölkerungsentwicklung

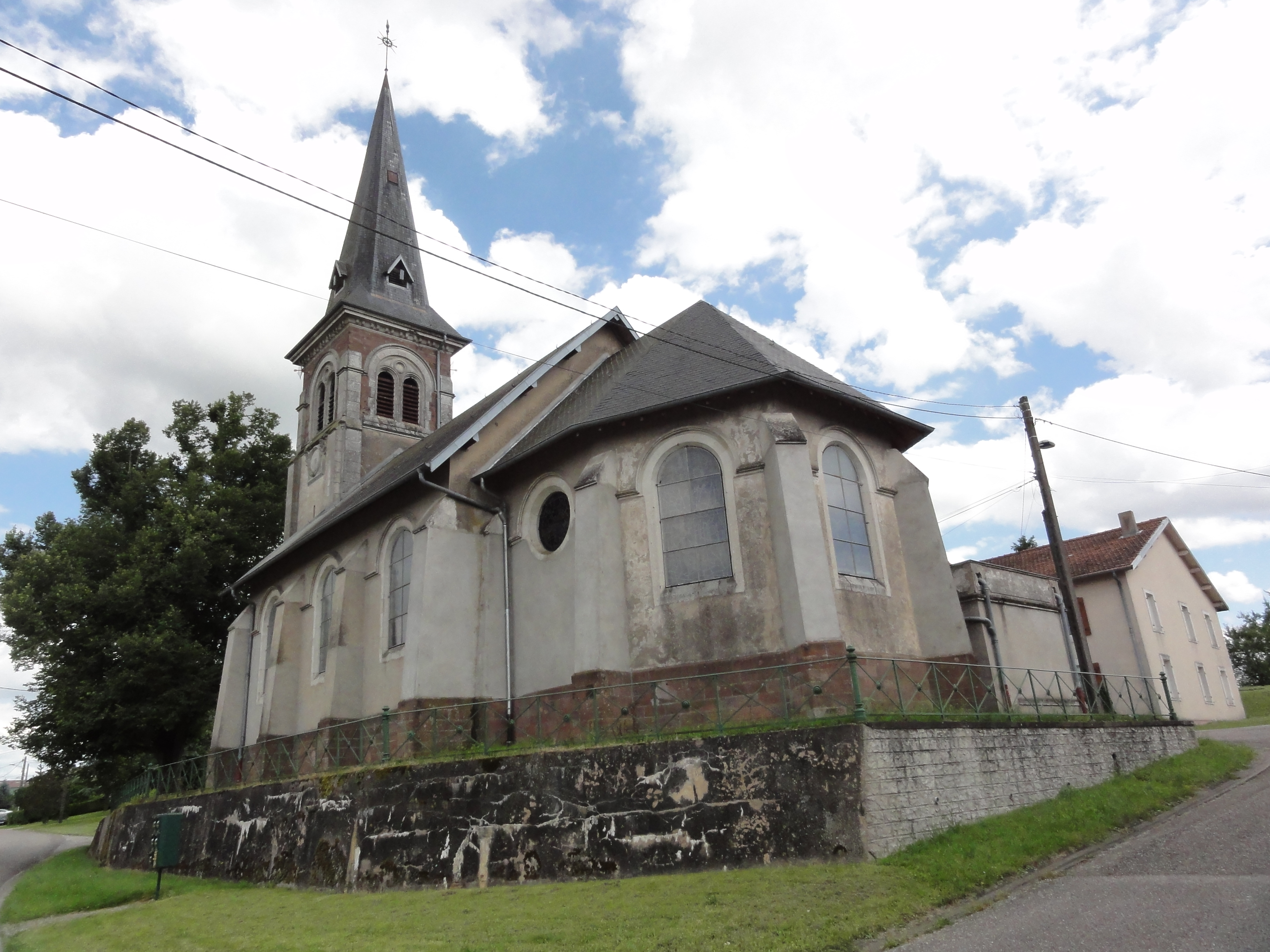
Kirche Saint-Hilaire, nach einem zerstörten Vorgängerbau 1918 neu errichtet

| Jahr      | 1962 | 1968 | 1975 | 1982 | 1990 | 1999 | 2008 | 2019 |
| --------- | ---- | ---- | ---- | ---- | ---- | ---- | ---- | ---- |
| Einwohner | 49   | 50   | 49   | 56   | 58   | 58   | 56   | 57   |